# Instituto Nacional de Ciência e Tecnologia em neuroimunomodulação
O Instituto Nacional de Ciência e Tecnologia em Neuroimunomodulação ou INCT-NIM é uma iniciativa conjunta resultante de projetos de colaboração que visam integrar estudos nas áreas de imunologia, endocrinologia e neurociência.
Coordenado pelos pesquisadores Wilson Savino da Fundação Oswaldo Cruz (Fiocruz)  e Lício Augusto Velloso da Universidade Estadual de Campinas (Unicamp), o INCT-NIM compõe o programa dos Institutos Nacionais de Ciência e Tecnologia (INCTs) conduzido pelo Ministério da Ciência e Tecnologia (MCTI), por meio do Conselho Nacional de Desenvolvimento Científico e Tecnológico (CNPq).

## Objetivo
O objetivo do INCT-NIM é unir esforços de grupos de pesquisa para responder questões que permanecem abertas no campo da neuroimunomodulação, em especial em condições como infecções, doenças metabólicas, envelhecimento, perturbações do neurodesenvolvimento e doenças neurodegenerativas.

## Os Grupos de Pesquisa
Para atingir os seus objetivos o INCT-NIM conta com 27 grupos de pesquisa distribuídos em todas as regiões do Brasil, além de grupos internacionais que totalizam a participação de 8 países.
Os grupos de pesquisa brasileiros e suas respectivas instituições são:
• Fiocruz Bahia e Escola Bahiana de Medicina:
Laboratório Avançado de Saúde Pública
• Fiocruz Ceará:
Laboratório de Bioinformática e Modelagem Molecular
Laboratório Multiusuário de Pesquisa e Desenvolvimento
• Fiocruz Pernambuco:
Laboratório de Ultraestrutura Recife
• Fiocruz Rio de Janeiro:
Laboratório de Hanseníase da Fiocruz
Laboratório de Imunofarmacologia
Laboratório de Inflamação
Laboratório Interdisciplinar de Pesquisas Médicas
Laboratório de Patologia
Laboratório de Pesquisa em Malária
Laboratório de Pesquisas Sobre o Timo
Grupo de Biofísica Computacional e Modelagem Molecular
• Fiocruz Rondônia:
Laboratório de Neuro e Imunofarmacologia
• Pontifícia Universidade Católica do Rio Grande do Sul:
Laboratório de Imunobiologia
• Universidade de Brasília:
Laboratório de Bioenergética e Metabolismo
• Universidade Estadual de Campinas:
Centro de Pesquisa em Obesidade e Comorbidades da Unicamp
Laboratório de Neuroimunologia
• Universidade Federal de Alagoas:
Laboratório de Biologia Celular
• Universidade Federal Fluminense:
Laboratório de Cultura de Tecidos Hertha Meyer da UFF
Laboratório de Plasticidade Neural
Núcleo de Pesquisa, Ensino, Divulgação e Extensão em Neurociências
• Universidade Federal do Pará:
Grupo de Pesquisa em Neurobiologia
• Universidade Federal do Rio de Janeiro:
Laboratório de Neuroanatomia Celular
• Universidade Federal do Rio Grande do Sul:
Grupo de Estudos Translacionais em Transtorno do Espectro Autista
• Universidade Federal do Triângulo Mineiro:
Grupo de Doenças Infecciosas
• Universidade de São Paulo
Grupo de Pesquisa em Neuroimunomodulação

## História
Em 2008 o presidente do CNPq e ministro de ciência e tecnologia anunciaram a criação dos 101 INCTs, que receberiam a maior verba disponível para uma chamada pública para apoio à pesquisa no país.
Em 2014, ano da terceira chamada, as articulações para preparação da proposta de criação do INCT-NIM foram iniciadas, no entanto seu estabelecimento oficial deu-se após aprovação do CNPq apenas em 2016.

## Sede
Sediado no Instituto Oswaldo Cruz (IOC), no Rio de Janeiro, no campus sede da Fiocruz.